# Central Restaurante

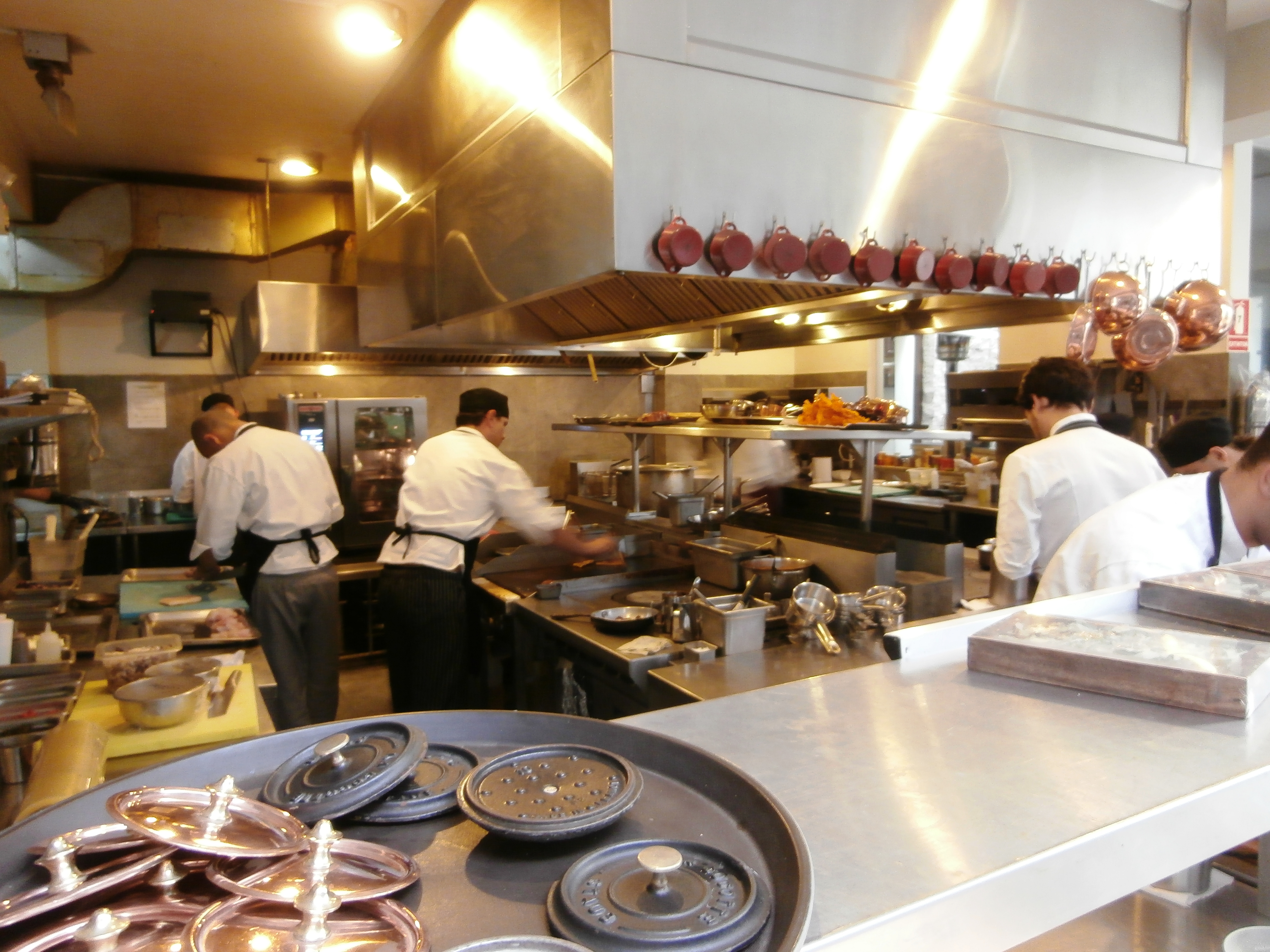
La cuisine du restaurant.

Le Central Restaurante est un restaurant de Lima, au Pérou, généralement considéré comme l'un des meilleurs du pays et de toute l'Amérique latine. Il a été classé sixième meilleur restaurant du monde par la revue Restaurant en 2018, en 2023, il a obtenu la première place du classement des 50 meilleurs restaurants du monde. Son propriétaire et chef exécutif est Virgilio Martínez Véliz, et la chef de cuisine son épouse Pía León.
Le Central sert une cuisine péruvienne contemporaine mettant en valeur de nombreux produits d'origine péruvienne. Le menu propose un voyage à travers différentes « altitudes » au Pérou, utilisant différents produits peu connus hors du Pérou comme le kañiwa, l’ungurahui, le cushuro ou encore le yacón.
Le restaurant a fait l'objet d'un épisode de la troisième saison de la série documentaire Chef's Table.